# Есхил
Есхил (грч. Αισχυλος; рођен 523. п. н. е. у Елеусини близу Атине, умире у Гели, Сицилија, 456. п. н. е.) поред Софокла и Еурипида, један је од најзначајнијих песника античке трагедије. Он се често описује као отац трагедије. Академици сматрају да тај жанр почиње са његовим радом, и разумевање ранијих трагедија је у знатној мери базирано на закључцима изведеним из његових преживелих позоришних комада. Према Аристотелу, он је увећао број улога у позоришту и омогућио конфликт међу њима; ликови су раније имали интеракције једино са хором.
Преживело је само седам од Есхилових процењених 70 до 90 драма. Постоји дуготрајна дебата у вези са ауторством једне од њих, Оковани Прометеј, и део научног света тврди да би то могло бити дело његовог сина Еуфориона. Фрагменти из других драма су преживели као цитати, а још увек бивају откривени на египатским папирусима. Ови фрагменти често дају даљи увид у Есхилово дело. Вероватно је био први драматург који је представио драме као трилогију. Његова Орестија је једини сачувани антички пример. Најмање једна од његових драма била је под утицајем друге инвазије Персијанаца на Грчку (480–479. п. н. е.). Ово дело, Персијанци, једна је од ретких класичних грчких трагедија која се бави савременим догађајима, и једино сачувано. Значај рата са Персијом био је толико велики за Есхила и Грке да његов епитаф комеморише његово учешће у грчкој победи на Маратону, а не помиње његов успех као драмског писца.

## Биографија
Есхил је припадао је богатом горњем сталежу, што му је обезбедило добро образовање и економску сигурност. Ствара у време када демократски поредак у Атини односи победу над тиранијом. Припадао је интелектуалној елити свог времена. У својим Хикетидама велича демократски поредак и слободу, а као последицу новог демократског уређења доживљава победе над Персијанцима на Маратону.
Испуњавао је своје грађанске обавезе и као војник, борио се у одлучујућим биткама против Персијанаца код Маратона, Саламине и Платеје. Сама трагедија Персијанци (472. п. н. е.) је проистекла из тог искуства. У њој је драматизовао један истинит догађај и освојио награду за најбољу античку трагедију исте године.
Путовањима је настојао да прошири своје знање и искуство. У два наврата посећује Сиракусу где је гост тиранина Хијерона, који је на свој двор позивао најславније уметнике и мислиоце свог времена. Хијерон је основао град Етну 476. п. н. е. и за њеног главара поставио сина Диномена. За ту прилику Есхил је написао и приказао трагедију Етњанке. Приликом друге посете Сиракуси приказује по други пут трагедију Персијанци. Године 458. п. н. е. приказана је његова Орестија у Атини. Путује на Сицилију где умире у Гели 456. п. н. е. У свом епитафу не спомиње ни једном речју своју песничку славу и умеће, већ велича борбени замах своје руке и понос што се борио против персијске освајачке најезде.

## Дела
Написао је деведесет драма. Седамдесет и девет је познато по наслову. Сачувано је само седам трагедија. Трагедије
- Агамемнон,
- Хоефоре (Покајнице) и
- Еумениде

чине органску целину, трилогију која је названа Орестија (458). Поред тога сачуване су и следеће трагедије:
- Хикетиде, (Прибеглице)
- Персијанци (472)
- Седморица против Тебе, (467)
- Оковани Прометеј

На трагичарским надметањима Есхил је тринаест пута побеђивао.

## Поетичке одлике
Есхил је грађу за своје трагедије преузимао из митова, односно из прича о херојима и боговима забележених у Хомеровим епопејама, у Хесиодову Каталогу жена и хорској лирици.
У трагедијама Есхил покреће питања односа човека и бога, државе и појединца, судбине и слободе, односа човековог живота и његовог смисла. Код Есхила над људским делањем стално је присутна виша, божанска воља и мудрост. Међутим, у сликању света богова удаљио се од хомерског антропоморфизма. Он митове подвргава етичкој критици настојећи да прикаже богове, нарочито Зевса, као морално савршенство, истичући њихову мудрост и праведност. Деловање богова није израз њихове самовоље, већ праведности којом они успостављају нарушену равнотежу у поретку ствари.
Есхил се у својим сачуваним трагедијама бави приказивањем човекове кривице и њеног откајања. Кривица се заснива на човековој теомахији, односно побуни против општих, исконских начела или посебних божанских закона. Када се човек дрзне да сруши поредак успостављен божанском правдом, изазива гнев богова, чувара мере и поретка. Главна тема његових сачуваних трагедија је приказивање такве кривице и њено нужно откајање, испаштање.
У Окованом Прометеју приказана је теомахија титана Прометеја. Он се успротивио Зевсу који је намеравао да уништи несавршени људски род, хотећи да створи савршеније људе. Због пркосне побуне против врховног бога и човекољубља, трпи страшне муке у оковима. Есхилов Прометеј је симболизовао људску необуздану тежњу за напретком за коју не постоје препреке и која се не плаши никаквих страдања. Трагедије Ослобођени Прометеј и Прометеј ватроноша са Окованим Прометејем чинили су трилогију.
Код Есхила се теомахијска кривица предака преноси и на потомство (у Седморици против Тебе и трилогији Орестија). Међутим, кривица се не преноси на нова поколења као бесмислени случај, већ се гресима предака придружују греси потомака као узрок њиховог страдања и испаштања. По Есхилу, човекову судбину одређује његов карактер. Несрећна судбина, божанска казна, изазвана је тек теомахијским деловањем човека. Човек својим деловањем изазива своју несрећну судбину и страдање.
Поред тога, у својим делима слави атинску демократију, велича нови поредак и у њему види снагу коју држава црпе. Тако да и мит код Есхила доживљава преображај према демократском идеалу државе.
Есхил је увео другог глумца, смањио хорске делове, а највише пажње посвећивао дијалошким партијама. У Орестији је увео трећег глумца, новина коју је прихватио од Софокла.